# Toluca (region)

Karta

Toluca (spanska: Región XVII Toluca) är en region i delstaten Mexiko i Mexiko. 
Den bildades 1986 eller tidigare som Región I Toluca och var en av delstatens åtta ursprungliga regioner. Den innefattade då även yta som idag tillhör regionerna Metepec, Lerma och Ixtlahuaca, och regionen hade vid bildandet en area på 2 939,22 kvadratkilometer.
Dagens region Toluca gränsar till regionerna Valle de Bravo i väst, Ixtlahuaca i norr, Lerma, Metepec och Tenancingo ost samt Tejupilco i syd.

## Kommuner i regionen
Regionen består av två kommuner (2020).
- Toluca de Lerdo
- Zinacantepec